# 費里鎮區 (密歇根州)
費里鎮區（英語：Ferry Township）是位於美國密歇根州奧希阿納縣的一個行政鎮區。

## 地方資料
費里鎮區的面積為93.60平方千米，當中陸地面積為93.30平方千米，而水域面積為0.30平方千米。根據2020年美國人口普查的數據，當地共有人口1271人，而人口密度為每平方千米13.58人。